# Кетлін Рассел
Ке́тлін Ра́сселл (англ. Kathleen Russell; 17 листопада 1912 — 26 листопада 1992) — південноафриканська плавчиня, бронзова призерка літніх Олімпійських ігор 1928 року.
Учасниця літніх Олімпійських ігор 1928 року в Амстердамі (Нідерланди).
Брала участь у змаганнях з плавання на дистанції 100 метрів вільним стилем, де у півфіналі посіла 4-е місце.
У складі жіночої четвірки разом з Мері Бедфорд, Родою Ренні та Фредді ван дер Гус виборола бронзову олімпійську медаль в естафеті 4×100 метрів вільним стилем з результатом 5:13.4.
У 1934 році на Іграх Британської імперії в Лондоні (Велика Британія) разом з Дженні Маакал, Енід Хейворд і Моллі Райд посіла друге місце в естафеті 4×110 ярдів.